# Арамис
Рене д'Ербле, наречен Арамис (на френски: René d'Herblay, Aramis) е литературен герой, един от четворката неразделни приятели (заедно с Атос, Портос и д'Артанян) от романа „Тримата мускетари“ (и неговите продължения „Двадесет години по-късно“ и „Виконт дьо Бражелон“) на френския писател Александър Дюма.
От всичките Арамис е най-красивият, най-изтънченият, най-умелият и най-харесваният от жените.

## Историческата личност
Персонажът на Дюма е вдъхновен от една историческа личност – Анри д`Арамис (на френски: Henri d’Aramitz или Aramis). Арамис действително е бил духовник и произхожда от протестантско семейство от Беарн и в рода му има военни – неговият дядо капитанът-хугенот Пиер д`Арамис е играл активна роля в религиозните войни във Франция по времето на Жана III Наварска. Баща му Шарл д`Арамис е служил при мускетарите, а една от неговите лели се е омъжила за г-н дьо Тревил. Именно по тази линия през 1640 г. Арамис постъпва при мускетарите (в същата година в ротата е назначен Атос, а Д'Артанян пристига в Париж). Не е известно колко време Арамис е останал на служба, но се знае датата на неговия брак – 16 февруари 1654 г., както и името на съпругата му – Жан дьо Беарн-Бонас (на френски: Jeanne de Béarn-Bonasse). Имал е двама сина (Арман и Клеман) и две дъщери.